# 関市立富岡小学校
関市立富岡小学校（せきしりつ とみおかしょうがっこう）とは、岐阜県関市にある公立小学校。

## 通学区域
- 通学区域は、肥田瀬の一部[1]、市平賀の一部[2]、塔ノ洞、東本郷の一部[2]、東本郷通3-6丁目、東野町、東町2-5丁目、平賀町3-8丁目、東山、東山1-4丁目、東新町4-7丁目、東出町が校区であり、公立中学校の進学先は関市立旭ヶ丘中学校である[3]。

## 沿革
- 1873年（明治6年） - 
  - 采真舎が開校。肥田瀬村の児童が通学する。寿福寺[注釈 1]を仮校舎とする。
  - 義方館が開校。市平賀村、鋳物師屋村の児童が通学する。天徳寺[注釈 2]を仮校舎とする。
- 1878年（明治11年） - 采真舎と義方館が合併、采真学校となる。
- 1886年（明治19年） - 肥田瀬尋常小学校に改称する。簡易科を設置。
- 1891年（明治24年）
  - 4月 - 簡易科を廃止。
  - 10月28日 - 濃尾地震で校舎が倒壊する。
- 1893年（明治26年） - 校舎を復旧する。采真尋常小学校に改称する。
- 1904年（明治36年） - 農業補習学校を併設する。
- 1897年（明治30年）4月1日 - 市平賀村、鋳物師屋村、肥田瀬村、大平賀村が合併し、富岡村が発足。
- 1907年（明治40年） - 采真尋常小学校と大平賀尋常小学校が統合され、富岡尋常小学校となる。本校は無く、児童は采真分教場、富岡分教場へ通学する。
- 1911年（明治44年） - 統合校舎完成し移転。富岡尋常高等小学校に改称する。采真分教場、富岡分教場は廃止。
- 1921年（大正10年） - 青年訓練所を併設する。農業補習学校を廃止。
- 1941年（昭和16年） - 富岡国民学校に改称する。
- 1947年（昭和22年） - 富岡村立富岡小学校に改称する。関町と富岡村との組合立中学校設立の問題の影響で、富岡村の鋳物師屋、宮地、島の児童は関町立関第二小学校へ、大平賀の児童は富田村の富田村立富田小学校（現・富加町立富加小学校）へ転校する。
- 1949年（昭和24年）10月1日 - 富岡村が分割され、大平賀地区は富田村に、残りの地区は関町に編入される。同時に関町立富岡小学校に改称する。校区の一部は関町立旭ヶ丘小学校校区に移る。
- 1950年（昭和25年）10月15日 - 関町が市制施行し関市となる。同時に関市立富岡小学校に改称する。
- 1974年（昭和49年） - 現在置に新校舎完成し、移転。旭ヶ丘小学校校区の一部が富岡小学校校区に移る。
- 1980年（昭和55年） - 校舎を増築。
- 2008年（平成16年） - 校舎を増築。